# Die Stimme aus dem Jenseits
Die Stimme aus dem Jenseits (Originaltitel: The Canary Murder Case) ist ein US-amerikanischer Kriminalfilm aus dem Jahr 1929 von Malcolm St. Clair mit William Powell und Jean Arthur in den Hauptrollen. Der Film wurde von Paramount Famous Lasky produziert und basiert auf dem Roman The Canary Murder Case; a Philo Vance Story (dt. Titel: Der Fall der Margaret Odell) von S. S. Van Dine.

## Handlung
Der Musicalstar Margaret Odell, bekannt unter ihrem Künstlernamen „The Canary“, wird erwürgt in ihrer Wohnung aufgefunden. Vier Männer geraten unter Verdacht: der sonderliche Arzt Dr. Lindquist, der in Margaret verliebt ist; John Cleaver, ein Politiker, dessen Karriere sie bedrohte; Louis Mannix, ein übergewichtiger Makler mit einer eifersüchtigen Frau; Jimmy Spottswoode, ein Millionärssohn, den Margaret zu einer Heirat erpressen wollte, obwohl dieser bereits mit Alice LaFosse verlobt ist.
Philo Vance, ein launischer Amateurdetektiv, der ein enger Freund von Jimmys Vater Charles ist, wird von diesem mit dem Fall betraut. Er findet heraus, dass das Mordopfer die Verdächtigen manipuliert und erpresst hat. Vance beschließt, die Verdächtigen zu einer Pokerpartie zu überreden, während sie auf dem Polizeirevier zur Befragung durch Sergeant Heath und Staatsanwalt Markham festgehalten werden. Er behauptet, dass sich das wahre Wesen eines Menschen nur am Pokertisch offenbart und dass er durch die Beobachtung dieses Spiels den wahren Täter erkennen kann. Schließlich entlarvt er den älteren Spottswoode als Mörder.

## Hintergrund
Ursprünglich als Stummfilm gedreht, wurde der Film zum Tonfilm überarbeitet, da die Führungskräfte von Paramount erkannten, dass der Tonfilm nicht mehr wegzudenken war. Sie riefen die gesamte Besetzung zum Synchronisieren zurück, einschließlich Louise Brooks, die nach Europa gegangen war, um dort die Hauptrolle in Die Büchse der Pandora von Georg Wilhelm Pabst zu spielen. Als sie gebeten wurde, ihre Stimme zu synchronisieren, lehnte Brooks wütend ab und sagte dem ParamParamount-Direktor Adolph Zukor, dass der Tonfilm nicht nur eine Neuheit, sondern auch ausgesprochen „vulgär“ sei. Zukor sagte ihr, dass sie entweder eine Voiceover-Stimme für den Film machen oder ihr lukrativer Vertrag mit seinem Studio gekündigt würde. Brooks ging und der Vertrag wurde zerrissen. Margaret Livingston wurde geholt, um Brooks Rolle zu synchronisieren.
In einem Artikel vom 17. November 1928 wurde als Start der Dreharbeiten der 18. September 1928 genannt. Lange vor Drehbeginn veröffentlichte Paramount eine farbenfrohe, illustrierte, ganzseitige Anzeige mit der Schlagzeile: „Wer hat die schönste Frau am Broadway getötet?“ Es wurde angekündigt, dass der Film mit Ton und „mit viel Dialog gedreht werden soll“. Spätere Anzeigen beschrieben den Film als „mit Ton und Dialog“, aber Paramount drehte auch eine Stummfilmversion für kleinere Kinos, die nicht für die Tonversion ausgerüstet waren.
Die Dreharbeiten fanden in den Paramount Studios in Hollywood statt. Der Romanautor S. S. Van Dine „weigerte sich, New York zu verlassen, um Hollywood zu besuchen, während [seine] Geschichte in Produktion war“, aber er schickte eine Liste mit Regeln, um dem Studio dabei zu helfen, einen erfolgreichen Kriminalfilm zu drehen, „ohne der Geschichte zu schaden“.
Der Film war der erste Filmauftritt von Van Dines beliebtem Detektiv Philo Vance. William Powell spielte den Detektiv in drei weiteren Filmen, und zwar in „Das Haus des Schreckens“ (The Greene Murder Case) von Frank Tuttle, der noch im selben Jahr veröffentlicht wurde. 1930 folgte „Der Schuß aus dem Dunkel“ (The Benson Murder Case) wiederum von Frank Tuttle, und 1933 The Kennel Murder Case. Letzterer wurde von Michael Curtiz inszeniert und von Warner Bros. produziert.
Travis Banton war für das Kostümbild zuständig. Margaret Livingston wurde als Double von Louise Brooks eingesetzt.

## Veröffentlichung
Die Premiere des Films fand am 16. Februar 1929 statt. Noch im selben Jahr kam er im Deutschen Reich in die Kinos, in Österreich 1930.

## Kritiken
Der Filmkritiken-Aggregator Rotten Tomatoes hat in einer Auswertung ein Publikumsergebnis von 27 Prozent positiver Bewertungen ermittelt.
Mordaunt Hall von der The New York Times befand, der Dialogton sei gut wiedergegeben, aber wenn man die Art und Weise betrachte, in der Louise Brooks posiert, könne man davon ausgehen, dass die Stimme, die man auf dem Bildschirm hört, nicht ihre sei. Es sei keine besonders angenehme Stimme, und die Zeilen, die dieser Margaret Odell gegeben werden, entsprechen kaum dem, was man sich unter der Sprechweise einer Bühnenkünstlerin vorstellen würde, die Männer erpresst. Die Geschichte tue bestimmte Ereignisse mit alarmierender Eile ab, offensichtlich um zu vermeiden, dass die Zuschauer die Möglichkeit haben, die Person zu verdächtigen, die des Mordes schuldig ist. Tatsächlich handele es sich um eine weitaus fesselndere und zufriedenstellendere Geschichte ihrer Art als alle, die bisher auf die Leinwand gebracht wurden. Malcolm St. Clair liefere eine gute Leistung ab.
Die Variety kam zu dem knappen Urteil, dass es sich um einen perfekten Film handelt.
Der Kritiker des TV Guide fand Powells Leistung erstklassig, ebenso wie die von Brooks und Arthurs.